# Refuge d'Ensagents
Le refuge d'Ensagents est un refuge d'Andorre situé dans la paroisse d'Encamp à une altitude de 2 425 m.

## Randonnée
Inauguré en 1981 et propriété du Govern d'Andorra, le refuge est non gardé et ouvert toute l'année,. Il possède une capacité d'accueil de 10 personnes.
On accède au refuge depuis les Cortals d'Encamp. Le refuge est bordé par le riu d'Ensagents et se trouve tout près des estanys d'Ensagents. Il est surplombé par des sommets élevés : Alt del Griu (2 874 m) et le pic dels Pessons (2 857 m).

## Toponymie
Pour Joan Coromines, Ensagents est un exemple de toponyme formé par l'agglutination de la préposition latine in qui devient dans ce cas en. Il fait intervenir cette agglutination dans d'autres toponymes andorrans tels qu'Encamp, Envalira, Engordany ou Engolasters.
Anglada rapproche quant à lui le toponyme Ensagents du toponyme ancien Stagnum laugencium (mentionné dans un document de 1150). Stagnum signifie en latin « étendue d'eau » (à l'origine du terme catalan estany de même sens). Laugencium serait possiblement issu du latin labe (« glissement de terrain ») à l'origine de allau (« avalanche » en catalan).